# Luis Pérez Rodríguez
Luis Pérez Rodríguez (Torrelaguna, Madrid, 16 de juny de 1974) és un ciclista espanyol, ja retirat, professional entre el 1995 i el 2007. En el seu palmarès destaquen dues victòries d'etapa a la Volta a Espanya, el 2003 i 2007. El 2002 fou tercer a la Volta a Catalunya.

## Palmarès
- 2003
  - Vencedor d'una etapa de la Volta a Espanya
- 2007
  - 1r a la Clàssica d'Alcobendas i vencedor d'una etapa
  - Vencedor d'una etapa de la Volta a Espanya
- 2021
  - Vencedor del Memorial Jorge Rami (Benasque - Llanos de l’Hospital) amb un temps de 40 min.

### Resultats a la Volta a Espanya
- 1999. 67è de la classificació general.
- 2001. 14è de la classificació general.
- 2002. 22è de la classificació general.
- 2003. 10è de la classificació general Vencedor d'una etapa
- 2004. 9è de la classificació general.
- 2006. 10è de la classificació general.
- 2007. 18è de la classificació general. Vencedor d'una etapa

### Resultats al Tour de França
- 1999. 29è de la classificació general
- 2001. 32è de la classificació general